# 코스티냐
프란시스쿠 조제 호드리게스 다 코스타(포르투갈어: Francisco José Rodrigues da Costa, 1974년 12월 1일 ~ )는 코스티냐(Costinha)라는 이름으로 알려져있는 포르투갈의 전 축구 선수이자 축구 감독이다. 현역 시절 포지션은 수비형 미드필더였다.